# Cecilioides veneta
Cecilioides veneta is een slakkensoort uit de familie van de Ferussaciidae. De wetenschappelijke naam van de soort is voor het eerst geldig gepubliceerd in 1855 door Strobel.